# Auletanus ascendens
Auletanus ascendens is een keversoort uit de familie Rhynchitidae. De wetenschappelijke naam van de soort is voor het eerst geldig gepubliceerd in 1915 door Heller.